# お台場新大陸
お台場新大陸（おだいばしんたいりく、2014 ODAIBA NEW WORLD）は、東京都港区台場のフジテレビジョン本社屋にて2014年夏に開催されたフジテレビ主催の参加型イベント。

## 概要
2009年から2013年に夏に開催された『お台場合衆国』の後継に当たる。イベント名は2020年東京オリンピックで競技の多くがフジテレビのお膝元、東京湾岸エリアで行われることを受け、国際都市お台場をアピールすべく「国」から「大陸」へリニューアルしたものとなった。
なお『お台場新大陸』の名称での開催もこの年限りで、翌2015年には『お台場夢大陸 〜ドリームメガナツマツリ〜』とタイトルを再度改題・リニューアルすることとなる。

### 開催時間
- 通常開催：10時 - 18時
「居酒屋えぐざいるPARK」は22時まで営業。
- 8月9日 - 17日・23日・24日・30日・31日：9時 - 18時

### 入場料金
- 一般1,500円 / 小中学生1,300円

### イメージキャラクター
- バイキングMC9名（坂上忍、TAKAHIRO、NAOTO、おぎやはぎ、フットボールアワー、雨上がり決死隊）[2]※曜日順、当時。

### イメージソング
- EXILE「NEW HORIZON」[3]

### 広報チーム 新大陸応援団「新大陸ハンターズ」
- キャプテン：安藤優子（『FNNスーパーニュース』キャスター、当時）
- メンバー：大島由香里、生野陽子、加藤綾子、椿原慶子、松村未央、山中章子、細貝沙羅、山﨑夕貴、竹内友佳、三田友梨佳、久代萌美、宮澤智、内田嶺衣奈、三上真奈、永島優美（以上、フジテレビアナウンサー）

## 内容

### フジテレビ本社屋
| 1F広場 - 新大陸マイナビステージ - 巨大ファブリーズ夏汗予報台 - 超潜入!リアルスコープハイパークイズ 〜乗り物の裏側を大公開！〜 by AsahiKASEI - HERO Museum - キリンビバレッジ presents「ご当地キャラ応援!ご当地メシ祭りinお台場新大陸」 - わくわくマーケット - おいしさいろいろ!みんなで元気!夏カレーハウス!Presented by House - 一番搾り フローズン<生> - スカルプD/まつ毛美容液 - 大阪焼肉・ホルモン ふたご お台場新大陸店 - Daiwa House発電サーキット〜太陽を集めた男をつかまえろ！〜 1F OTエントランス - アナウンサーなりきりスタジオ presented by FUJIFILM マルチシアター - ほんとにあった怖い話 心霊写真館（マルチシアター） シアターモール - ブシロードブース カフェコスタ - ドラマチック TRY!カフェ presented by HOT PEPPER Beauty 大階段 - 体感!スバル!ワクワクパーク2014 3階大階段下 - Fuji TV Movies アドベンチャースタンプラリー - 祝!10周年 人志松本のすべらない話×ポテロー produced by スシロー - フマキラーお台場研究所 3階ウエストプロムナード - BSフジワールド - 土ドラ「水球ヤンキース」de かき氷！ - 男気縁日 - GLITTER8 | 7階屋上庭園 - めざましテレビ Presents 紙兎ロペまち商店街 〜夏のお台場に集合ってマジっすか!?〜 - 海の家べなたわ×ANESSA - ノンフライ屋×PHILIPS - FNSフジネットワーク なんだ氷屋 - 万福商店 - 明治ブルガリアヨーグルト40周年記念エレベーター 18階社員食堂 - ザ・社員食堂（社員食堂を限定一般開放） 22Fフォーラム - フジテレビバラエティ体感ワールド - ペケ×ポン体感ランド - 野菜がペケでも、ポンとおいしく。ペケ×ポン「ごちマジサラダハウス」 - クイズ30 体感せよ! - 体感!それマジ!?ニッポン - JA共済の親子で考える交通安全コーナー 22Fホワイエ - うきうきマーケット - 信長協奏曲〜夏の陣〜 24F - 日清ラ王 夏の袋麺屋 in めざまスカイ - JA共済全国小・中学生 書道・交通安全ポスターコンクール 優秀作品展示 - 4K体感ストリート - れ〜べ〜神社 25F 球体展望室「はちたま」 - 逃走中 戦闘中 アンドロイドテストセンター - 日本HP アンドロイド認定証発行エリア - はちたま 逃走中 戦闘中SHOP |

### 新大陸ドキドキランド
東京臨海副都心青海P区画のほぼ全域。

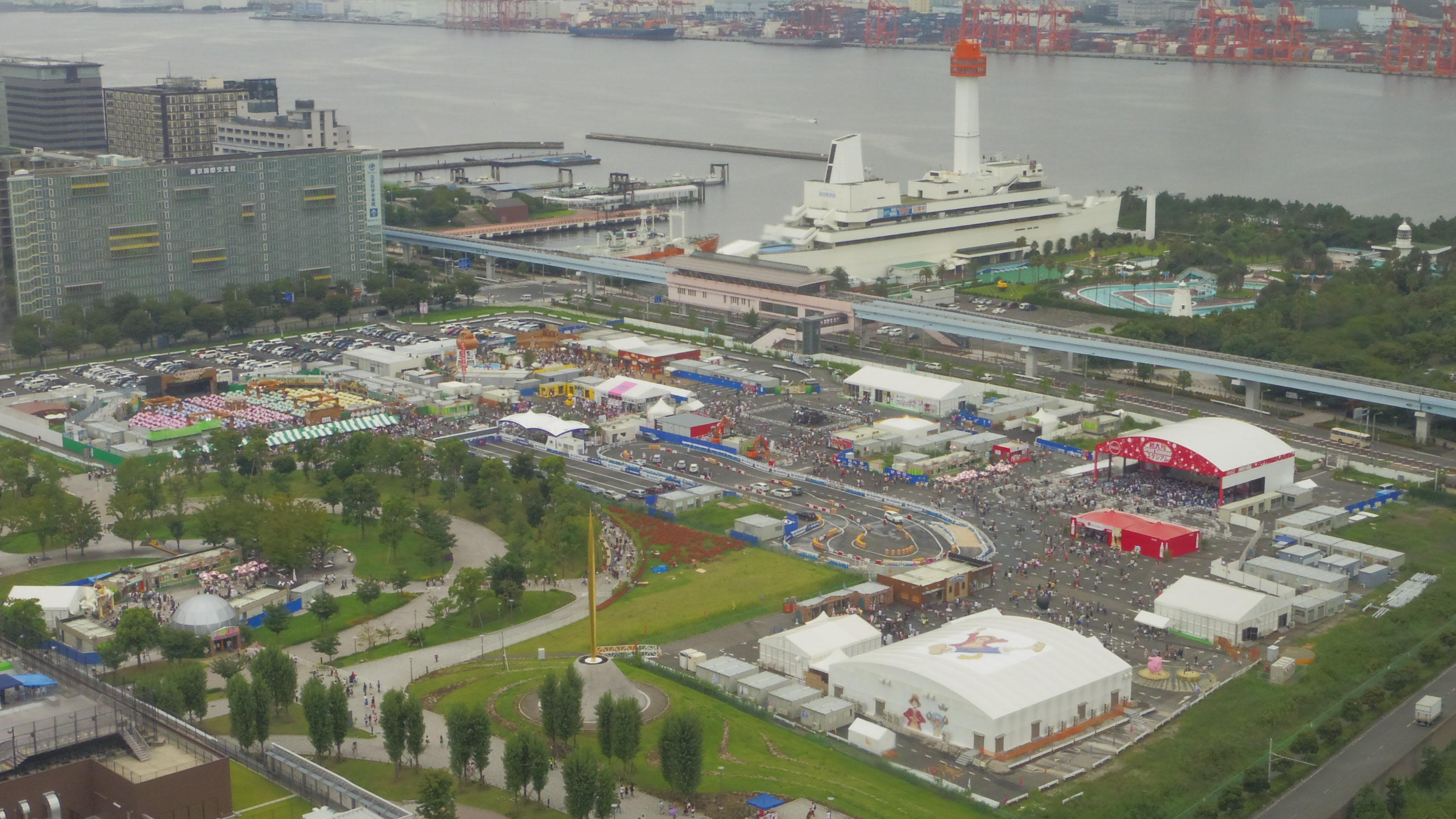
「新大陸ドキドキランド」全景

| - 体感!スバル!ワクワクパーク2014 - にこにこマーケット - 暗殺教室 殺せんせーSHOP - 新大陸 Great Summer スタジアム(ライブステージ) - Coca-Cola Beach House - めちゃイケの“空き地” supported by キヤノンマーケティングジャパン - キヤノン×めちゃイケ フォトキャンプ - アメーバピグ×偽岡村GP - ファミリーマート+（仮）兎マサル - ワンピース15周年 サニーサイドハーバー - ショップ「海軍購買部」 | - すぽると!ドリームパーク - ディープインパクト展/オルフェーヴル展 - ネプリーグ 超常識クイズランド - めざましモア展「巨大カブトムシロボ」(カブトムRX-03) - タグチ工業 お台場営業所 - 噺家が闇夜にコソコソ×コールド大関 - ニッコクぐるめ屋台 - AJINOMOTOファクトリー supported by AJINOMOTO - 居酒屋えぐざいるPARK |

### セントラル広場
シンボルプロムナード公園セントラル広場内で展開。
- 球体シンボルゲート
- ひまわり広場 笑顔のサイクルプロジェクト supported by NKSJひまわり生命
- バイキング 地引き網ハウス
- バイトル in お台場新大陸
- Eat & Go By ニッコクトラスト
- 新大陸2014オフィシャルTシャツショップ Powered by UNDER ARMOUR
- ふなっしーショップ in お台場新大陸
- 飛んでおいでよ宮古島

### サテライト会場
- アニメサザエさん展「サザエさんの春・夏・秋・冬」（長谷川町子美術館 7月12日 - 8月31日）
- 企画展「トイレ?行っトイレ!〜ボクらのうんちと地球のみらい」（日本科学未来館 7月2日 - 10月5日）
- 湾岸サイクルフェスティバル2014（シンボルプロムナード公園 7月26・27日）
- TOKYO IDOL FESTIVAL 2014（お台場・青海周辺エリア 8月2日・3日）
- LIVE FACTORY 2014（Zepp Tokyo 7月11日）
- BSフジ『カンニングのDAI安☆吉日』10周年記念イベント VERY LUCKY DAY!!（Zepp Tokyo 8月4・5日）
- 海の灯まつりinお台場2014（お台場海浜公園 7月20日・21日）
- JOYPOLIS×GENERATIONS from EXILE TRIBE（東京ジョイポリス 8月2日 - 10月26日）
- フジテレビキッズカフェ ママトコ（アクアシティお台場）
- ドラゴンボール改 プレイパーク（アクアシティお台場 7月19日 - 8月31日）
- DIVE to PSYCHO-PASS サイコパスる夏（アクアシティお台場 7月19日 - 9月30日）
- チャギントンランド2014サマーフェスティバル（品川プリンスホテル 8月8日 - 8月30日）
- ガチャピンのおうちカフェ×スイーツパラダイス（ダイバーシティ東京 プラザ）
- 東北魂TV 復興支援スペシャルLIVE2014 in お台場(Zepp DiverCity Tokyo 7月25日)
- MAGIC BEACH（新豊洲 6月16日開業）
- パンテーン海の家（片瀬海岸東浜海水浴場）